# Бернский университет
Бернский университет (нем. Universität Bern) — учебное заведение в Берне (де-юре городе федерального значения; де-факто — столице Швейцарии). Основан в 1834 году на базе Бернской академии, которая, в свою очередь, была создана в 1805 году на базе богословской высшей школы (Hohe Schule, существует с 1500 года).
В Бернском университете имеется 9 факультетов, на них учатся более 18 тысяч студентов. Университет финансируется и управляется властями кантона Берн.
Согласно рейтингу, опубликованному в журнале «Times Higher Education» (2007 год), Бернский университет занимает 7-е место в Швейцарии и 214-е в мире. Академический рейтинг университетов мира даёт близкие оценки: 6-е место в Швейцарии, 57—80-е в Европе, 151—202-е в мире.

## Факультеты

Логотип университета

- Историко-философский, здесь и далее сайты (нем.)
- Научно-философский
- Гуманитарный
- Экономика и социальные науки
- Медицина
- Ветеринария
- Право
- Теология

Больше всего студентов на историко-философском факультете, меньше всего — на теологическом. Преподавание ведётся на немецком языке, но экзамены можно сдавать также на французском или итальянском.

## Известные сотрудники и студенты
В Бернском университете учились и получили учёную степень три нобелевских лауреата:
- Шарль Альбер Гоба
- Эмиль Теодор Кохер
- Дьёрдь де Хевеши

Среди других известных выпускников университета — Самуил Готтлиб Рудольф Генци, Джон Ле Карре, Вильгельм Воррингер, Фридрих Дюрренматт, Абрам Деборин.
Некоторое время здесь работали:
- Бенедикт Ареций (в Hohe Schule)
- Иоганн Рудольф Висс
- Пол Нерс
- Альберт Эйнштейн
- Эрнст Курт
- Теодор Лангганс
- Наум Райхесберг
- Альфред Филипсон
- Ханс Эбли
- Гонзаге де Рейнольд

## Ректоры
- 1852—1853 Альберт Иммер
- 1882—1883 Петер Мюллер
- 1891—1892 Теофил Штудер
- 1894—1895 Гуго Кронекер
- 1908—1909 Александр Чирх
- 1910—1911 Эдуард Фишер
- 1949—1950 Альфред Амон